# Kanton Fournels
Kanton Fournels (francouzsky Canton de Fournels) je francouzský kanton v departementu Lozère v regionu Languedoc-Roussillon. Tvoří ho 10 obcí.

## Obce kantonu
- Albaret-le-Comtal
- Arzenc-d'Apcher
- Brion
- Chauchailles
- La Fage-Montivernoux
- Fournels
- Noalhac
- Saint-Juéry
- Saint-Laurent-de-Veyrès
- Termes